# Castell de Vianden
El castell de Vianden (en luxemburguès: Buerg Veianen, en francès Château de Vianden) és un dels més grans castells fortificats a l'oest del Rin, situat a la vila de Vianden al nord del Gran Ducat de Luxemburg. Amb orígens que daten del segle x, el castell va ser construït en l'estil romànic entre els segles XI i XIV. Gòtiques transformacions i decoracions van ser afegides al final d'aquest període i una mansió renaixentista al segle xvii, però des d'aleshores el castell es va anar abandonant fins a caure en ruïnes. Recentment ha estat completament restaurat i està obert als visitants.

## Localització
Situat en un promontori rocós, el castell es troba a una alçada de 310 metres, que domina la ciutat de Vianden i amb vistes al riu Our uns cent metres més avall. El castell i els seus edificis dependents tenen una longitud total de 90 metres.

## Història
El castell va ser construït en l'antic lloc romà nomenat castellum. El soterrani sembla haver estat un refugi carolingi. Històricament, el primer comte de Vianden va ser esmentat el 1090. El castell va continuar estant la seu de les famílies influents de Vianden fins principis del segle xv.
Al voltant de 1100, es va construir una torrassa amb planta quadrada així com una cuina, una capella i cambres residencials que indiquen que una família aristocràtica va viure allà en aquest moment. Durant la primera meitat del segle xii, es van afegir una nova torre residencial i una capella decagonal mentre que el propi edifici va ser ampliat. A començaments del segle xiii, va ser construït un nou palau de dues plantes amb una mida de 10 per 13 metres, construït amb una galeria sumptuosa per connectar-ho amb la capella. Aquestes addicions mostren com els comtes de Vianden van intentar rivalitzar amb la Casa de Luxemburg. L'últim gran canvi va tenir lloc en la meitat del segle xiii, quan tot el castell va ser adaptat per mostrar un nou estil gòtic. Finalment, el 1621 la mansió de Nassau, amb la seva sala de banquets i dormitori, va ser realitzada pel príncep Maurici d'Orange-Nassau-Vianden en estil renaixentista reemplaçant una ala lateral danyada de la torre de l'homenatge del segle xi.
Solament després que el Gran Duc Joan I havia cedit el castell a l'Estat l'any 1977 es va continuar el treball de restauració. El 1978, l'atenció es va tornar cap a la reconstrucció dels murs, els frontons i el sostre. El 1979, a la capella també se li va donar un nou sostre i va ser restaurada per reflectir el seu aspecte original gòtic que s'havia perdut durant l'incendi de 1667 causat per un llamp. La torre blanca també va ser reforçada i coberta amb un sostre cònic. Finalment, després que la mansió de Nassau va ser completament restaurada el 1981-1982, es van fer esforços per moblar l'interior el més autènticament possible. Aquest treball es va completar el 1990.

## Galeria

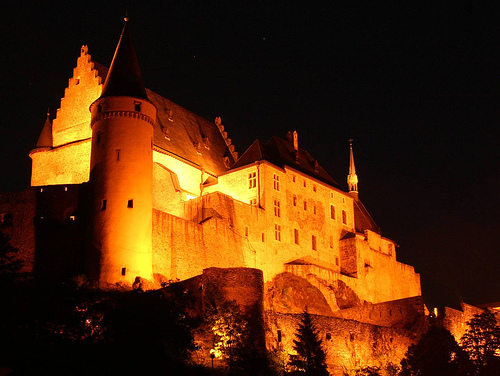
El castell de nit
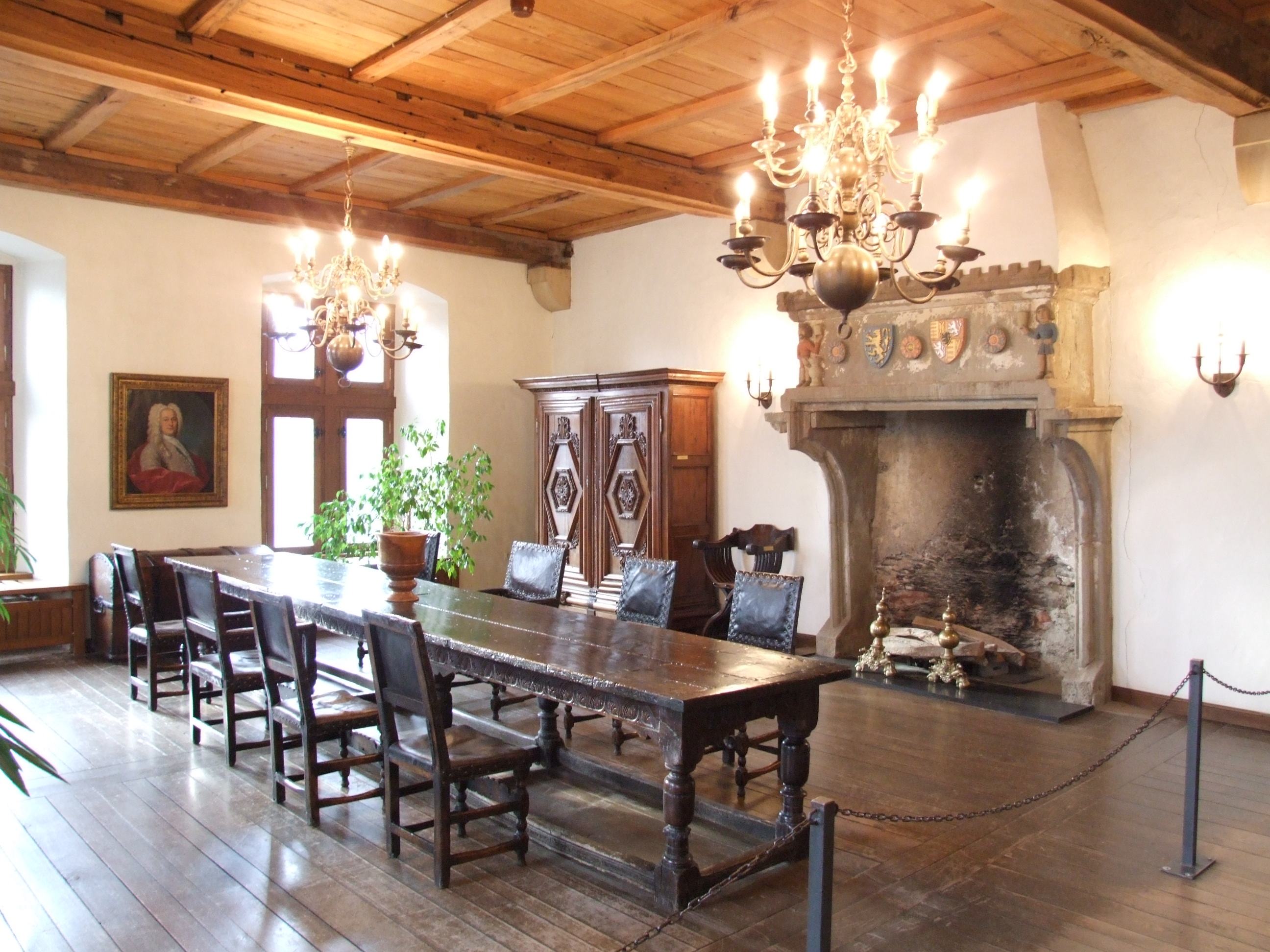
Cambra renaixentista
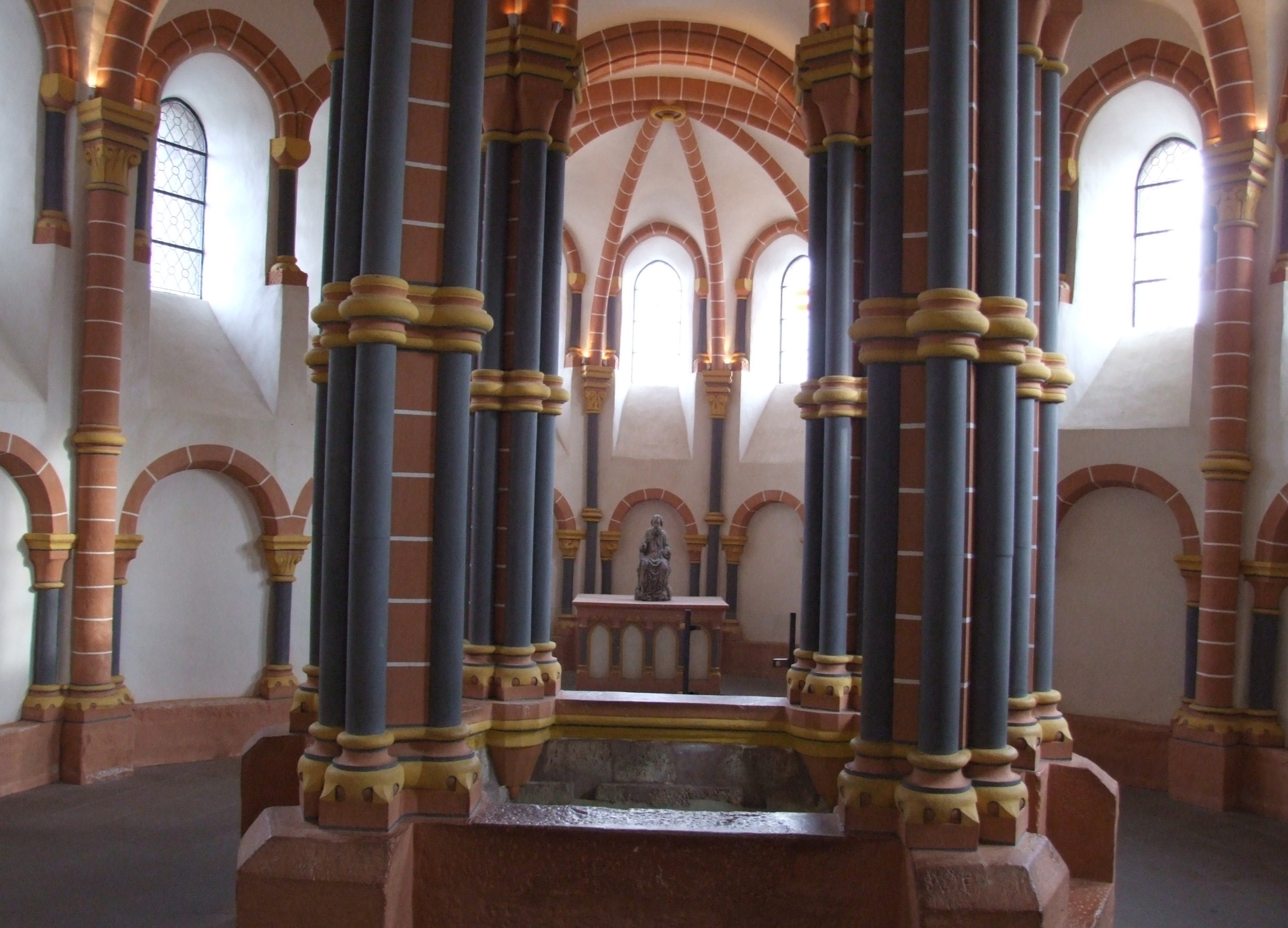
Capella
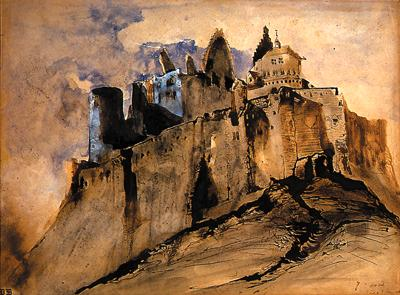
Victor Hugo: Ruins of Vianden Castle (1871)